# Premio Simone de Beauvoir
El Premio Simone de Beauvoir para la libertad de las mujeres,  conocido como Premio Simone de Beauvoir (en francés: Prix Simone de Beauvoir pour la liberté des femmes) es un premio internacional creado en 2008.
Apoyado por la Universidad Diderot de París, está otorgado a quienes promuevan la libertad de las mujeres en el mundo, en homenaje a la escritora y filósofa francesa Simone de Beauvoir, reconocida internacionalmente por su aportación al feminismo y a la defensa de los derechos de la mujer.

## Premios
- 2008 Taslima Nasrin, bengalí y Ayaan Hirsi Ali, neerlandesa.
- 2009 Campaña "Un millón de firmas para la abrogación de las leyes discriminatorias hacia las mujeres en Irán" .[2]
- 2010 Ai Xiaoming profesora del Departamento de Lengua y Literatura Chinas de la Universidad Sun Yat-sen y Guo Jianmei abogada de la ONG china Women's Law Studies and Legal Aid Center de la Universidad de Pekín.[3]
- 2011 Liudmila Ulítskaya, novelista rusa.[4]
- 2012 Asociación Democrática Tunecina de Mujeres.
- 2013 Malala Yousafzai, paquistaní.
- 2014 Michelle Perrot, pionera en Francia de los estudios de mujeres y de género
- 2015 National Museum of Women in the Arts de Washington, el único museo del mundo enteramente dedicado a la creatividad artística de las mujeres.[5]
- 2016 : Guisi Nicoli, alcaldesa de Lampedusa, por su implicación en la acogida de personas inmgrantes en la isla y su esfuerzo para lograr la aceptación por parte de la población.[6]
- 2017 : Barbara Nowacka
- 2018 : Asli Erdogan, escritora y activista por los derechos humanos turca.
- 2019 : Sara García Gross,activista salvadoreña, feminista y defensora de los derechos humanos.
- 2021, Scholastique Mukasonga, escritora ruandesa.[7]